# Château de Verneuil-sur-Seine
 (novembre 2023).
La mise en forme du texte ne suit pas les recommandations de Wikipédia : il faut le « wikifier ».
Les points d'amélioration suivants sont les cas les plus fréquents :
- Les titres sont pré-formatés par le logiciel. Ils ne sont ni en capitales, ni en gras.
- Le texte ne doit pas être écrit en capitales (les noms de famille non plus), ni en gras, ni en italique, ni en « petit »…
- Le gras n'est utilisé que pour surligner le titre de l'article dans l'introduction, une seule fois.
- L'italique est rarement utilisé : mots en langue étrangère, titres d'œuvres, noms de bateaux, etc.
- Les citations ne sont pas en italique mais en corps de texte normal. Elles sont entourées par des guillemets français : « et ».
- Les listes à puces sont à éviter, des paragraphes rédigés étant largement préférés. Les tableaux sont à réserver à la présentation de données structurées (résultats, etc.).
- Les appels de note de bas de page (petits chiffres en exposant, introduits par l'outil «  Source ») sont à placer entre la fin de phrase et le point final[comme ça].
- Les liens internes (vers d'autres articles de Wikipédia) sont à choisir avec parcimonie. Créez des liens vers des articles approfondissant le sujet. Les termes génériques sans rapport avec le sujet sont à éviter, ainsi que les répétitions de liens vers un même terme.
- Les liens externes sont à placer uniquement dans une section « Liens externes », à la fin de l'article. Ces liens sont à choisir avec parcimonie suivant les règles définies. Si un lien sert de source à l'article, son insertion dans le texte est à faire par les notes de bas de page.
- La présentation des références doit suivre les conventions bibliographiques. Il est recommandé d'utiliser les modèles {{Ouvrage}}, {{Chapitre}}, {{Article}}, {{Lien web}} et/ou {{Bibliographie}}. Le mode d'édition visuel peut mettre en forme automatiquement les références.
- Insérer une infobox (cadre d'informations à droite) n'est pas obligatoire pour parachever la mise en page.

Pour une aide détaillée, merci de consulter Aide:Wikification.
Si vous pensez que ces points ont été résolus, vous pouvez retirer ce bandeau et améliorer la mise en forme d'un autre article.
Le château de Romé, couramment nommé château de Verneuil, est un édifice classé monument historique situé sur le territoire de la commune de Verneuil-sur-Seine (Yvelines). Bâti au XIIe siècle sur l'ancienne seigneurie de Vernouillet-Verneuil (relevant alors de la même paroisse), il est largement remanié au fil du temps et notamment au XVIIIe siècle, qui représente l’essentiel de l'architecture de l'actuel bâtisse. Construit à l'origine par la maison de Montmorency, il est aujourd’hui devenu l'ensemble scolaire Notre-Dame « Les Oiseaux » dont il abrite les bureaux administratifs. Il tient son nom de la famille de Romé qui, un temps, occupa les lieux sous le titre de marquis de Vernouillet.

## Histoire

### Le château

#### DuXIIeauXVIesiècle
La seigneurie de Verneuil-Vernouillet est attestée dès le Moyen Âge. Au XIIe siècle, elle est la propriété de la maison de Montmorency puis de celle de Narbonne. Au XVe siècle, Mary Bureau vendit les fiefs, les terres et les seigneuries de Verneuil et de Vernouillet avec leurs appartenances et leurs dépendances, à Estienne Alleaume, écuyer et seigneur de la Motte, le 21 décembre 1517, pour la somme de 5 200 livres. Ce dernier mourut en 1555 dans son château. Le château passe ensuite par sa petite-fille à la famille de Romé qui donna son nom au château.
Le château conserve d'avant le XVIe siècle, ses caves, son colombier et ses communs voûtés.

#### DuXVIIIesiècleà nos jours
Au XVIIIe siècle la seigneurie est érigée en marquisat par Louis XV, sous le nom de « marquisat de Romé de Vernouillet ».
En 1773, la gentilhommière de style Renaissance fut baillée de façades à la mode du temps (fausses fenêtres, frontons, guirlandes...).
Le château à ensuite subi des modifications dues à l'architecte Denis Antoine entre 1782 et 1786. Les murs des deux façades furent rehaussés d'un étage, faisant disparaître les mansardes et masquant le toit autrefois très apparent. La salle où, avant la Révolution, se rendait la justice, fut transformée en un petit théâtre qui subsista jusqu’en 1848. L'aile droite en équerre qui fermait la cour d'honneur a été démolie au XIXe siècle.
L'exécution de la comtesse de Sénozan, propriétaire des terres et de la seigneurie depuis 1780, le 10 mai 1794, donna lieu à la confiscation de ses biens qui restèrent sous séquestre jusqu'en 1802, puis échurent, en 1807, à Louise Madeleine Le Peletier de Rosanbo (petite nièce de la comtesse de Sénozan) qui en devient l'unique propriétaire en 1807 en rachetant les parts des autres héritiers, alors que sa famille y a déjà établi ses quartiers d’été depuis quatre ans et que son mari, Hervé Clérel de Tocqueville, est devenu en 1804 le maire du bourg. Son célèbre fils Alexis de Tocqueville y habitera avec ces parents jusqu'à ces 11 ans. Lorsque son père entame sa carrière de préfet en 1815, ce dernier doit se séparer de la propriété. Elle est alors vendue en 1816 à Suzanne Le Peletier de Saint-Fargeau, comtesse de Mortefontaine, autre branche de la famille Le Peletier.
En 1929, le domaine est acquis par la Congrégation Notre-Dame et une école privée catholique est installée par les religieuses enseignantes. La construction d'une vaste chapelle est alors entreprise et sera confiée à l'architecte Robert Jactat, les frères Mauméjean étant chargés de la décoration. L'édifice est inauguré en 1935 et dédié au Christ-Roi.

### Le parc
Ancien jardin à la française sous l'Ancien Régime composé de parterres, de fontaines, et de labyrinthes végétaux, il est redessiné en parc à l’anglaise par Vital Vial entre 1806 et 1808 sous Hervé de Tocqueville.

### Liste des châtelains et seigneur de Vernouillet-Verneuil (liste non exhaustive)
- Maison de Montmorency
- Maison de Narbonne
- Mary Bureau
- Estienne Alleaume (écuyer, seigneur de la Motte et de Verneuil-sur-Seine de Vernouillet. Auteurs de mémoires [1550]. On a gardé de lui un splendide livre d'heures, richement illustré et historié.)
- Louis Alleaume (avocat qui versifiait en latin et fréquentait les poètes de la Pléiade).
- Marguerite Alleaume (fille du précédent)
- Jean Jacques Romé (époux de la précédente)
- Jean Jacques Romé (seigneur de Vernouillet, fils du précédent)
- Louis de Romé (seigneur de Vernouillet, fils du précédent)
- Louis Pierre de Romé (Marquis de Vernouillet, fils du précédent)
- André de Romé (Marquis de Vernouillet, fils du précédent)
- Albert Marie de Romé (Marquis de Vernouillet, frère du précédent)
- Jean-Jacques Olier (mystique et prêtre français qui créa les premiers séminaires et fonda les Sulpiciens).
- Anne Nicole de Lamoignon, comtesse de Sénozan (sœur de Malesherbes).
- Louise Madeleine Le Peletier de Rosanbo (fille de Louis V Le Peletier de Rosanbo).
- Hervé de Tocqueville (maire de Verneuil-sur-Seine, son célèbre fils d'Alexis y résida pendant son enfance. Il y recevait régulièrement Chateaubriand, cousin de la famille).
- Suzanne Le Peletier de Saint-Fargeau, comtesse de Mortefontaine (La Convention l'adopta pour fille. Elle est la fille du célèbre Louis-Michel Le Peletier de Saint-Fargeau, homme politique et juriste français assassiné le 20 janvier 1793, la veille de l'exécution de Louis XVI, et propriétaire du château de Saint-Fargeau).
- Mélanie de Ligne (lotit son vaste domaine en 1925 et donna ainsi le coup d'envoi au développement accéléré de Verneuil).

## Ouverture au public
Le château est un établissement privé, et n'est ouvert au public que durant les journées du patrimoine sur réservation.

## Protection
Les façades et les toitures du château sont inscrites au titre des monuments historiques depuis mars 2011.
Le parc est intégré dans l’Inventaire général du patrimoine culturel de la France depuis le 31 juillet 2003.

## Galerie

Château de Verneuil-sur-Seine
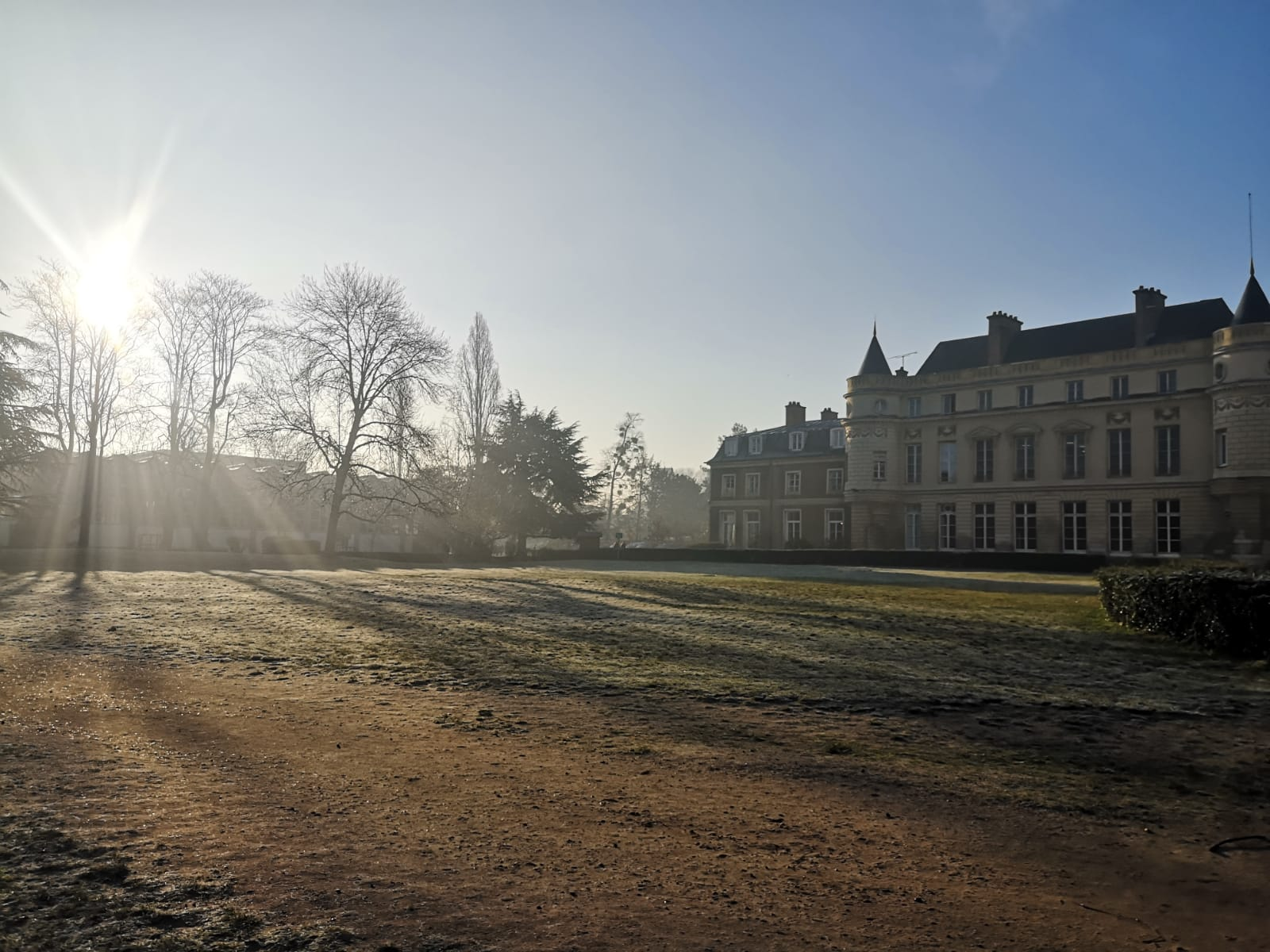
Façade nord et parc.
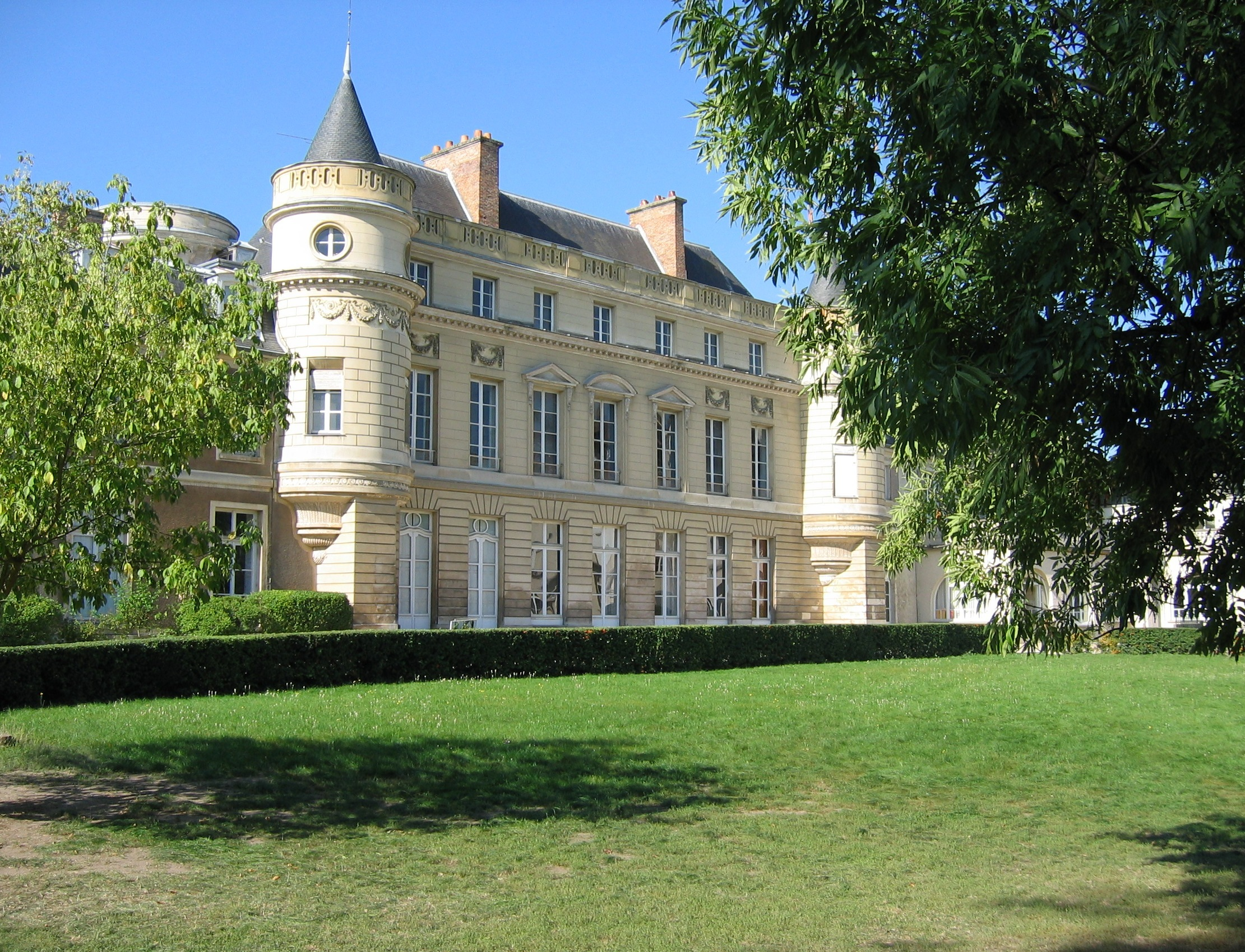
Façade nord.
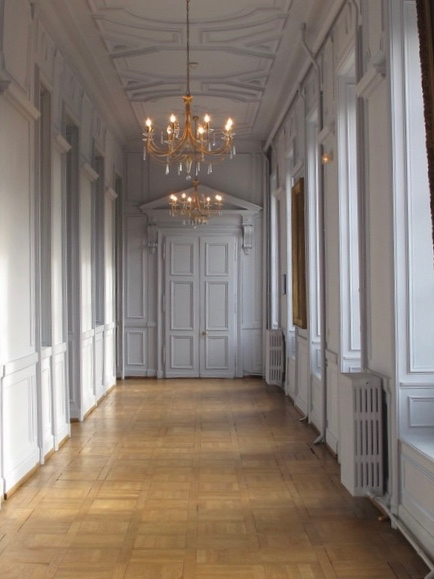
Galerie du premier étage.

## Sources
1. 1 2 3 4  « Institution Notre-Dame " Les Oiseaux " », notice no PA78000032, sur la plateforme ouverte du patrimoine, base Mérimée, ministère français de la Culture
2. 1 2  « Notre histoire – Ville de Verneuil-sur-Seine » (consulté le 15 novembre 2023)
3. ↑  « Dépôt légal du ministère de la Culture », sur www.culture.gouv.fr (consulté le 15 novembre 2023)
4. ↑  « Parc de l'école Notre-Dame, dite Notre-Dame des Oiseaux », notice no IA78000908, sur la plateforme ouverte du patrimoine, base Mérimée, ministère français de la Culture